# Симон (Тодорский)
Архиепископ Симон (в миру Симеон Фёдорович Теодо́рский; 1 [12] сентября 1700 или 12 сентября 1701, Золотоноша, Переяславский полк Войска Запорожского — 22 февраля [5 марта] 1754, 4 марта 1754 или 5 марта 1754, Псков, Новгородская губерния) — епископ Русской церкви, архиепископ Псковский, Изборский и Нарвский. Богослов, переводчик и проповедник, законоучитель Петра III и Екатерины II.

## Биография
По происхождению еврей-выкрест. Обучался в Киево-Могилянской академии (1718—1727), затем жил в Ревеле, после чего получил высшее образование в Германии — в университете Галле. Под руководством востоковеда Михаэлиса изучал семитсие языки, а также богословские дисциплины. 
Традиционно сообщается также, что он обучался в Йенском университете. Эта ошибка восходит к первому изданию «Словаря исторического писателей духовного чина…» митрополита Евгения (Болховитинова) (Спб., 1818), где говорилось о том, что он окончил курс наук в Йене. Однако в автобиографии он не упоминает Йенского университета; в последующих изданиях «Словаря» митрополита Евгения вместо Йены значится Галле.
Был близок к пиетистам. В Галле перевёл с немецкого «Книгу об истинном христианстве» Иоганна Арндта и «Учение о начале христианского жития» Анастасия Проповедника. Книги были напечатаны в Галле в типографии Копиевича (1735), однако в России перевод Арндта был запрещён императрицей Елизаветой Петровной в 1743 году — несмотря даже на то, что в это время Симон был уже членом Синода и придворным проповедником. Роль перевода Тодорского в становлении русской философии отмечает В. В. Зеньковский. Переводил также стихи.

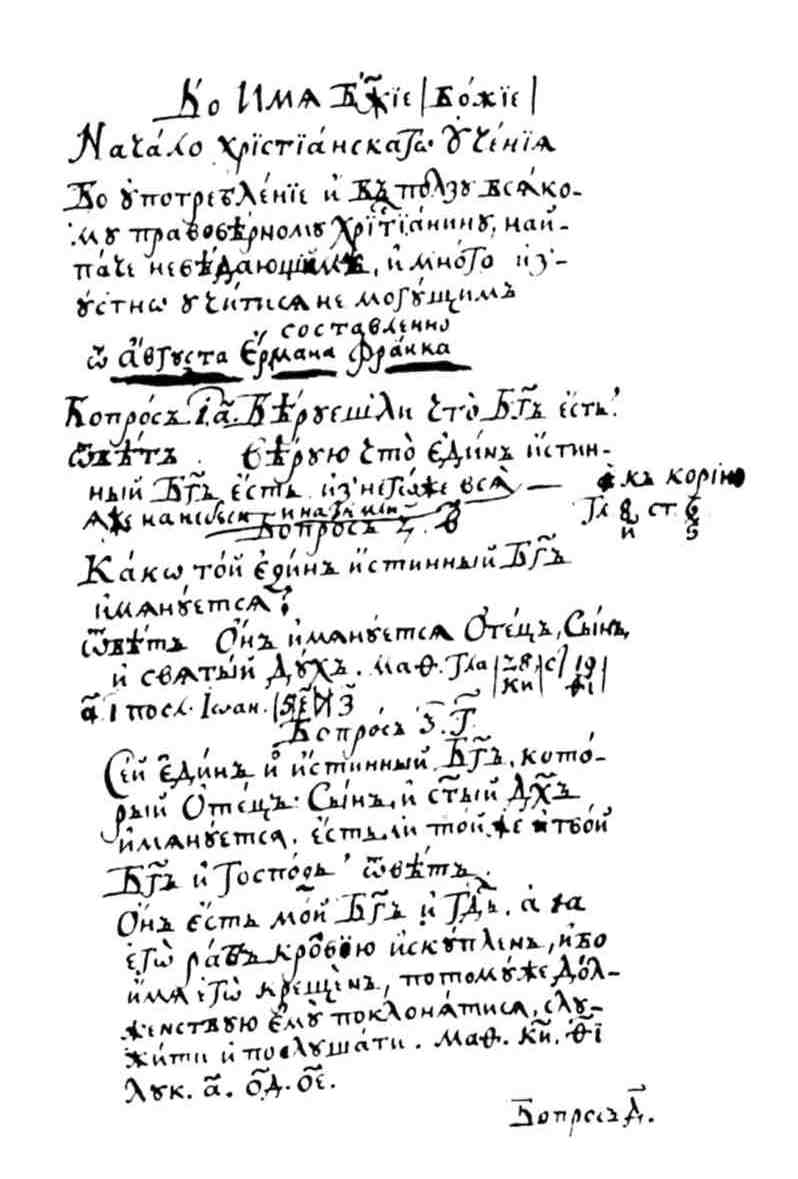
Автограф Симона Тодорского. Рукопись перевода «Катехизиса» А. Г. Франке.

После Галле Симон работал «с иезуитами на разных местах», потом преподавал греческий язык в Белграде. Явился в Киев в 1738 г. и начал преподавать в КДА греческий, древнееврейский и немецкий языки (первый систематический преподаватель этих дисциплин); по оценке прот. Георгия Флоровского — «большой знаток языков греческого и восточных, ученик знаменитого Михаэлиса». 17 мая 1740 года пострижен в монахи (с сохранением имени) и получил должность катехизатора. В 1742 по рекомендации митрополита Киевского и Галицкого Рафаила Заборовского вызван именным указом Елизаветы ко двору и назначен законоучителем и воспитателем наследника, Карла Петера Гольштейн-Готторпского, будущего Петра III. После перехода Петра в православие Симон оставался его духовником, а с 1744 года был воспитателем и духовником его невесты — Софии Фредерики Цербстской, будущей Екатерины II.
С 1743 — архимандрит Ипатьевского монастыря в Костроме, член Святейшего Синода, В 1745 рукоположён в сан епископа Костромского и Галицкого, однако исполнял эти должности заочно, при дворе. Через пять месяцев формально «переведён» на Псковскую и Нарвскую кафедру, оставаясь в Петербурге. Увеличил расходы на содержание семинаристов в Псковской ДС, подарил свою богатую библиотеку с книгами на редких языках Псковской семинарии.
Участвовал в подготовке ныне принятого церковнославянского перевода Библии — Елизаветинской Библии.
По случаю высокоторжественных событий Симон произносил публично проповеди, печатавшиеся по распоряжению императрицы Елизаветы (покровительницы придворной гомилетики) большими тиражами; он считался одним из крупнейших мастеров красноречия своего времени.
Екатерина II в своих мемуарах неоднократно с большим уважением пишет о своём наставнике в православии — «епископе Псковском».
В 1748 возведён в сан архиепископа, в 1749 освобождён от обязанностей духовника.
Скончался 22 февраля (5 марта) 1754 года во Пскове. Погребён в нижнем этаже псковского Троицкого собора, в восточном отделении усыпальницы.
Почитался как местночтимый святой.

## Произведения
Переводы

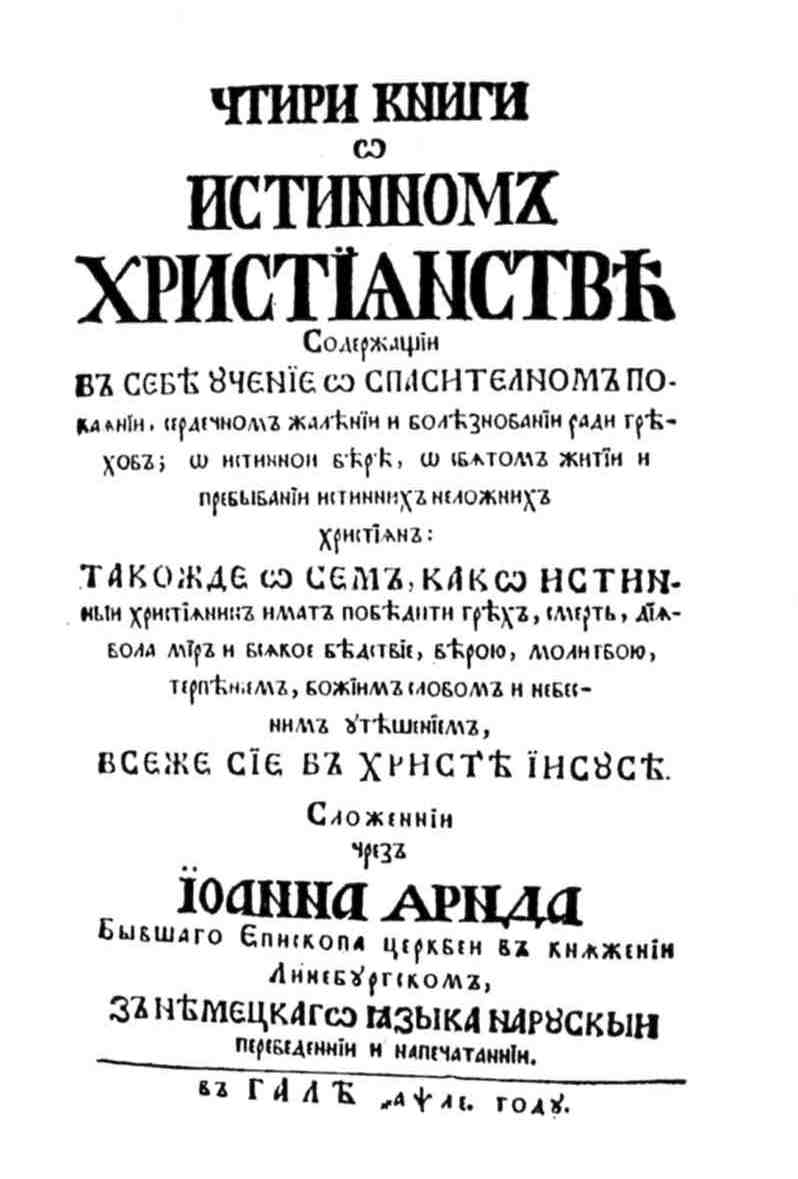
Перевод книги Иоганна Арндта. Галле, 1735.

- Иоанн Арндт. Четыре книги об истинном христианстве. Галле, 1735.
- Анастасий Проповедник. Наставление к истинному познанию и душеспасительному употреблению Страдания и смерти Господа и Спасителя нашего Иисуса Христа. Галле, 1735.
- А. Г. Франке. Начало христианского учения. Галле, 1735.
- Пять избранных псалмов царствующего пророка Давида с преизрящними песнями похвалимы двоих церковных учителей Амвросия и Августина. Галле, 1730-е.

Проповеди
- «Слово на Благовещение Пресвятыя Богородицы» 25 марта 1741 г., «Слово на Воскресение Христово» 29 марта 1741 г., «Слово в день живоначальныя Троицы» 17 мая 1741 г. и «Слово, проповедованное в обители Выдубицкой» 6 сентября 1741 г. // Тодорский П. Иеромонах Симон Тодорский (архиепископ псковский и нарвский) и его четыре неизданных слова. Христианское чтение VIII—XII. Извлечение. С. 1-48. (недоступная ссылка)

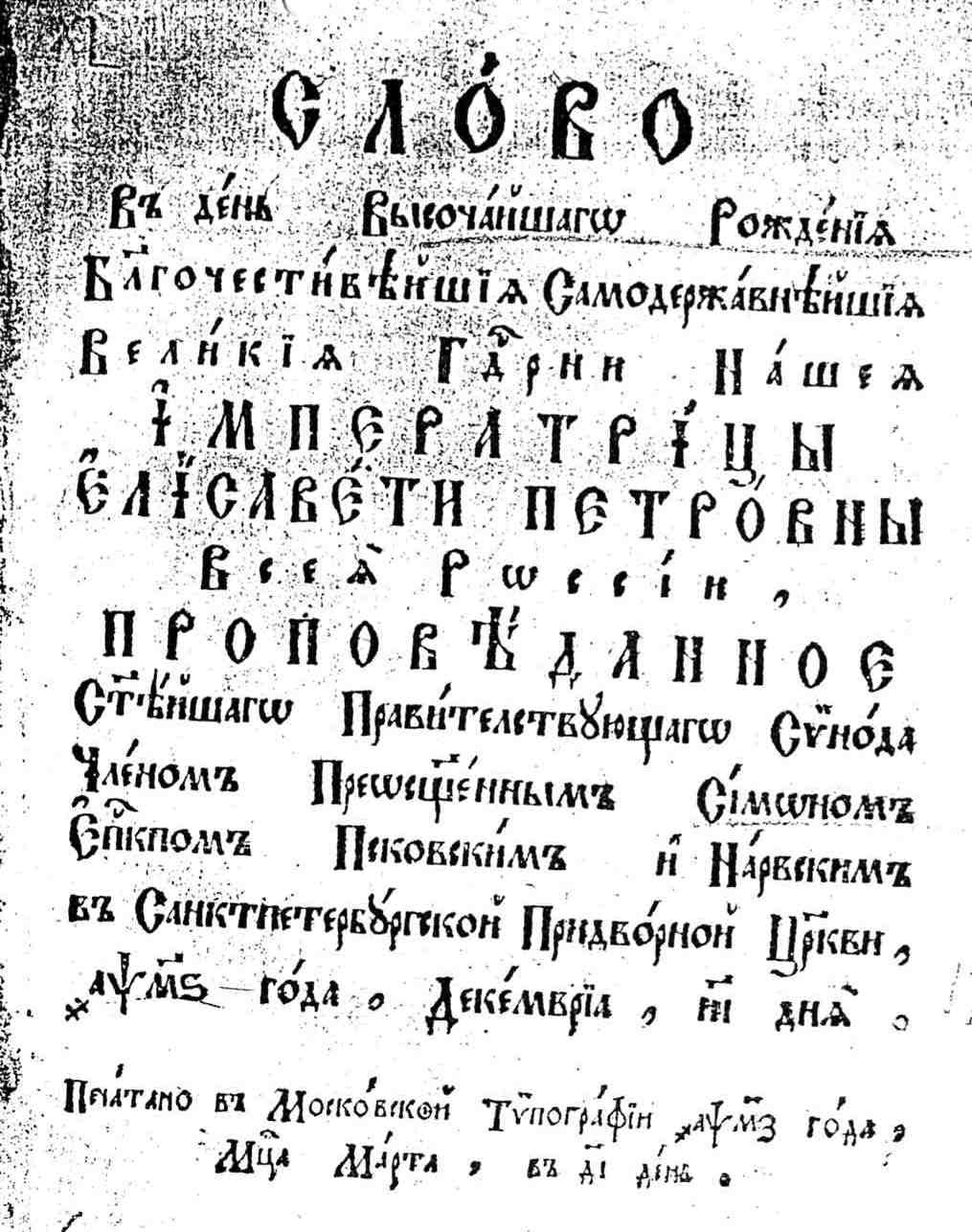
«Слово на день рождения Елизаветы Петровны» 1746 г.

- «Слово на день рождения Петра Федоровича» 10 февраля 1743 г. Санкт-Петербург, Типография Академии наук; издание с комментарием: Кислова Е. И. «Слово на день рождения Петра Фёдоровича» Симона Тодорского // Acta Philologica, 2007, № 1, с. 308—335.

- «Божие особое благословение» (слово на бракосочетание Петра Федоровича и Екатерины Алексеевны) 21 августа 1745 г.). Москва, Синодальная типография; Санкт-Петерубрг, Типография Академии наук.
- «Слово на день рождения Елизаветы Петровны» 18 декабря 1746 г. Москва, Синодальная типография.
- «Слово на день восшествия на престол» 25 ноября 1747 г. Москва, Синодальная типография, 1748.

Переписка Симона (на греческом, латинском и немецком языках) хранится в отделе рукописей и древних книг (Древлехранилище) Псковского государственного музея-заповедника (Ф. 140 ед. хр. X в. — сер. XVIII в.).
Библиотека, собранная Симоном, была передана Псковскому Архиерейскому дому, из которого в 1817 г. поступила в Псковскую семинарию, в настоящее время 55 изданий (на латинском, греческом, арабском, древнееврейском и немецком языках) и несколько рукописных книг хранятся в Древлехранилище Псковского государственного музея-заповедника.

### Пример поэтического перевода Тодорского
| нем. "Auf meinen lieben Gott...", Зигмунд Вайнгертнер (нем. Siegmund Weingärtner) | Перевод Симона Тодорского |
| нем. Auf meinen lieben Gott Trau ich in Angst und Noth: Er kann mich allzeit retten Aus Trübsal, Angst und Nöthen; Mein Unglük kann Er wenden, Steht all’s in seinen Händen. Ob mich mein Sünd anficht, Will ich verzagen nicht; Auf Christum will ich bauen, Und Ihn allein vertrauen: Ihm thu ich mich ergeben Im Tod und auch im Leben. | Посредѣ зла многа, надѣюсь на Бога, онъ мене не оставитъ, от всѣхъ мя бѣдъ избавитъ. ниже дастъ мнѣ пропасти, все лежитъ въ его власти. Грѣхомъ искушаемъ, не отчаяваемъ есмъ, всю мою надѣю, въ Іисусѣ имѣю. ему хощу служити, живъ и мертвъ его быти. |

### Пример текста проповеди
Нынѣ воззри Россïе веселым лицем и обрадованною душею на Внука ПЕТРОВА сына Анны Петровны, воззри и благодари Бога твоего, наслѣдствïе ПЕТРОВО в пользу твою цѣло тебѣ сохранившаго. О нём же едва слышать мощно было, сего Божïими непостижимыми судьбами, и премудрым Всепресвѣтлѣйшïя правильныя Государыни твоея ЕЛИСАВЕТЫ промыслом, не токмо видѣти, но и превожделѣнный тебѣ день высокаго Его рожденïя свѣтло и всеторжественно праздновати сподоляешися.

Смотри, как дивно и коль красно процвѣтает праведный твой Монарх ПЕТР Первый, в ПЕТРѣ внукѣ своем! прочитывает репорты от гвардïи приносимыя, прочитывает письма от армïи присылаемыя, как же изрядно о репортах рассуждает, с каким смысленным любопытством о состоянии армïи вопрошает: удивитися потреба. Не ПЕТРОВОЙ ли се цвѣт, не Перьваго ли се ПЕТРА остроумïе, в Его Высочествѣ процвѣтает.

Рассуждает о иностранных государствах, о математических, физических и прочих ученïях таковому лицу приличных, о обученïи военном, о штатском поведенïи, с приличными всякой вещи резонами, не ПЕТРОВ ли се цвѣт, не Перьваго ли се ПЕТРА искусство в Его Высочествѣ процвѣтает.

 (Цит. по: Кислова Е. И. «Слово на день рождения Петра Фёдоровича» Симона Тодорского)

## Образ в кино
- «Распутная императрица» (1934)
- «Великая» (2015) - Телесериал, Симон Тодорский — Станислав Любшин.